# Franz Xaver Feuchtmayer

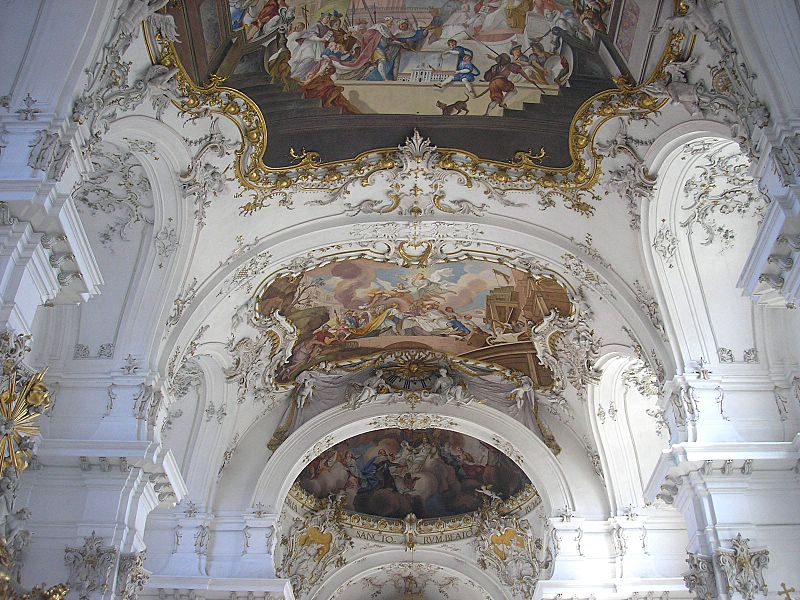
Stuckarbeiten von F. X. und Johann Michael Feuchtmayer im Marienmünster Dießen

Franz Xaver Feuchtmayer (auch: Feichtmair, Feichtmayr) der Ältere (* 11. August 1698 [Taufdatum] in Wessobrunn; † nach unterschiedlichen Angaben vor dem 21. August 1763 oder vor dem 28. April 1764 in Augsburg) aus der Künstlerfamilie Feuchtmayer war ein Stuckateur und Ornamentstecher der barocken Wessobrunner Schule.

## Leben
Franz Xaver Feuchtmayer war der Sohn von Michael Feuchtmayer (* 1667) und der Bruder von Johann Michael Feuchtmayer dem Jüngeren (1709–1772). In Franz Xavers Fußstapfen trat sein Sohn Franz Xaver Feuchtmayer der Jüngere (1735–1803) als letzter in der Kunstgeschichte erwähnter Spross der Familie.
Feuchtmayers erste Ausbildung erfolgte vermutlich beim Vater und später in Tirol.  Anfang der 1720er Jahre trat er das erste Mal in Augsburg in Erscheinung: 1727 wird er als Hausbesitzer erwähnt, 1730 genoss er den Bayerischen Hofschutz in München. Häufig zusammen mit seinem Bruder, aber auch mit Johann Michael Fischer oder den Brüdern Matthäus und Ignaz Günther gestaltete Franz Xaver Feuchtmayer als Stuckateur einige der bedeutendsten Kirchenräume in Schwaben, Oberbayern, Mittelfranken, Mainfranken und Tirol.
Stilistisch entwickelte sich Feuchtmayer vom frühen Bandelwerk bis hin zur vornehmen Ausdrucksform des hohen Rokoko.

## Bedeutende Arbeiten
- Schlosskirche in Ellingen
- Abteikirche in Münsterschwarzach

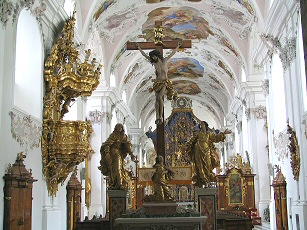
Kirche Mariä Himmelfahrt, Stift Stams

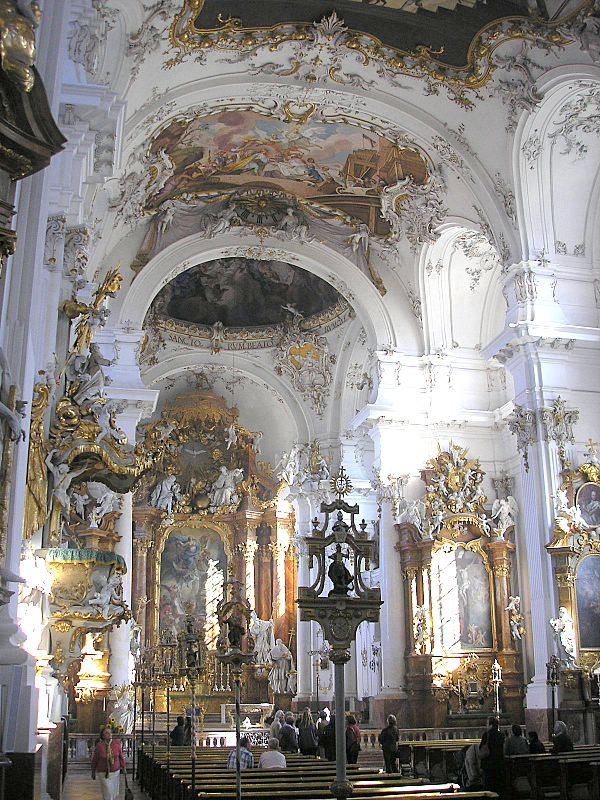
Marienmünster in Dießen

- 1723–1724: Dominikanerkirche St. Magdalena in Augsburg (Johann Michael F. d. J. und Joseph Anton F.)
- 1731–1734: Stiftskirche in Stams
- Pfarrkirche Mariä Himmelfahrt in Walleshausen
- Pfarrkirche St. Elisabeth in Sterzing
- 1738–1739: Marienmünster in Dießen am Ammersee
- 1743–1744; 1751 (nach teilweisem Einsturz der Decke im Jahr 1750): Abteikirche St. Josef in Fiecht (zusammen mit Johann Michael F. d. J.)
- 1745: Katholische Pfarrkirche St. Gordian und Epimachus in Stöttwang
- 1750: St. Georg in Dießen am Ammersee
- 1752: Grafrath
- 1754: Stift Wilten bei Innsbruck
- 1754–1755: Augustinerkirche in Indersdorf
- 1755–1756: Klosterkirche Gutenzell
- 1758–1762: Schloss Sünching bei Regensburg
- 1759–1763: Klosterkirche St. Marinus und St. Anianus in Rott am Inn
- um 1760: Basilika Vierzehnheiligen in Bad Staffelstein (zusammen mit Johann Michael F. d. J.)